# Werner Langen
Werner Langen, né le 27 novembre 1949, est un homme politique allemand. Membre de l'Union chrétienne-démocrate d'Allemagne (CDU), il est député européen depuis 1994.